# Псковский автовокзал
Пско́вский автовокза́л — автовокзал в Пскове, расположенный по адресу улица Вокзальная, д. 21. Находится под управлением ГППО «Псковавтотранс».
Имеется устойчивое сообщение с крупными городами: Москва, Санкт-Петербург, Великий Новгород, Смоленск, Курск, Минск, Витебск, Новополоцк, Пинск, Рига, Таллин, Киев и Одесса.